# Ajisukitakahikone
Ajisukitakahikone (アヂスキタカヒコネ ou 味耜高彦根), ou encore Kamō no Ōmikami (迦毛之大御神 ou 賀茂大御神), est une divinité du shintoïsme, la religion autochtone du Japon. Descendant d'Ōkuninushi, dieu de la médecine et des affaires, il passe pour être un dieu de l'agriculture, de la foudre et des serpents. Il est vénéré au sanctuaire Futarasan, et sa demeure est, selon une croyance shintō, le mont Tarō, un volcan des monts Nikkō à Nikkō (préfecture de Tochigi). Les membres du clan Kamo de la province d'Izumo l'avaient adopté comme divinité protectrice.

## Origine
Selon le Kojiki, recueil de mythes concernant l’origine des îles formant le Japon et des dieux du shintō, Ajisukitakahikone est le fils d'Ōkuninushi, un dieu du shintō, et de la princesse Tagori, originaire de la province de Tsukushi et qui aurait été engendrée par Susanoo, le frère d'Amaterasu, la déesse solaire tutélaire de l'archipel nippon,.

## Culte
Depuis des temps immémoriaux, les trois volcans des monts Nikkō, à Nikkō (préfecture de Tochigi) : les monts Nantai, Nyohō et Tarō, sont vénérés par la population locale pour les cours d'eau qui naissent de leurs pentes et alimentent en eau les rizières, chacun des trois édifices volcaniques étant considéré comme la résidence d'une divinité du shintō. La demeure d'Ajisukitakahikone serait le volcan Tarō, au sommet duquel se dresse un hokora, un sanctuaire miniature, auxiliaire du sanctuaire Futarasan situé dans le centre-ville de Nikkō. De même, au bord du cratère sommital du mont Nantai, le petit sanctuaire Tarōsan symbolise la connexion spirituelle qui unit le volcan au mont Nantai voisin,. La divinité shintō est aussi adorée au sanctuaire Tosa de Kōchi (préfecture de Kōchi).